# Batanes
Koordinaten: 20° 35′ N, 121° 54′ O

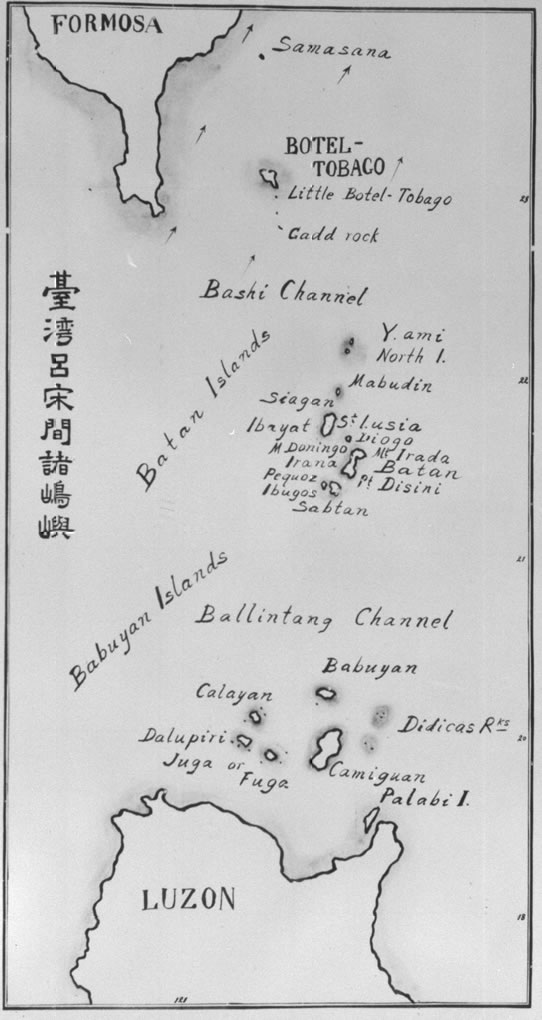
Handgezeichnete Karte der Luzonstraße

Batanes ist die nördlichste und kleinste Provinz der Philippinen. Sie besteht aus der – beinahe gleichnamigen – Inselgruppe der Batan-Inseln. Die Hauptstadt der Provinz ist Basco. Insgesamt leben 17.246 Einwohner (Zensus 1. August 2015) auf den Inseln, die eine Fläche von 219,01 km² besitzen.

## Geographie
Die Provinz Batanes ist ein Teil der Region Cagayan Valley, die überwiegend auf der Hauptinsel Luzon liegt.
Die Batan-Inseln liegen in der Luzonstraße und sind durch den Balintangkanal von den Babuyan-Inseln und durch die Bashistraße von Taiwan getrennt.
Zu der Inselgruppe zählen folgende Inseln (von Norden nach Süden):
- Y'Ami
- North Island
- Mabudis Island
- Maysanga (Misanga)
- Siayan Island (Stayan)
- Itbayat Island, bewohnt
- Diogo Island
- Batan, bewohnte Hauptinsel
- Sabtang, bewohnt
- Ivuhos (Ibuhos, Ibahos, Vohas)
- Deqeu (Diadekey)
- Balintang-Inseln, nebst Balintang Island

Daneben gibt es noch einige sehr kleine unbenannte Nebeninseln und Felsen. Nur die drei größten der Batan-Inseln sind bewohnt: die Hauptinsel Batan, Itbayat und Sabtang.

## Mensch und Kultur
Die einheimischen Bewohner in der Provinz werden Ivatan genannt. Sie sind nach ihrer physischen Erscheinung und kulturell näher mit den indigenen Völkern Taiwans verwandt als mit den philippinischen Völkern. Die am häufigsten verwendete Sprache der Provinz ist die austronesische Sprache Ivatan.

## Gemeinden
Die Provinz Batanes hat 6 Gemeinden, welche sich wiederum in 29 Barangays aufteilen.
Gemeinden der Provinz (die ersten vier liegen auf der Hauptinsel Batan, während Itbayat und Sabtang aus den gleichnamigen Inseln und unbewohnten benachbarten Inseln bestehen):
- Basco
- Ivana
- Mahatao
- Uyugan
- Itbayat
- Sabtang

## Geschichte
Die Vorfahren des heutigen Volkes der Ivatan waren Austronesier, die während der Jungsteinzeit vor 4000 Jahren die Batan-Inseln besiedelten. Sie lebten hauptsächlich in Behausungen auf den Bergen, sog. Idjangs und verwendeten Gold als Währung. Außerdem schufen sie eine auf Landwirtschaft basierende Industrie. Sie waren auch Seefahrer und Schiffbauer. Zwischen dem 6. Jahrhundert und dem 10. Jahrhundert kamen die Chinesen auf die Inseln, um Handel zu treiben. Überreste von chinesischem Porzellan wurden auf der Insel Batan entdeckt.
1687 fuhr der Kapitän William Dampier mit einer Mannschaft englischer und holländischer Freibeuter zu den Inseln und benannte sie nach den Monarchen des Landes. Itbayat wurde Oranien-Insel genannt zu Ehren des Königs Wilhelm III. von Oranien-Nassau und Batan wurde zu Grafton Isle. Sabtang (Monmouth Isle) wurde nach James Scott, dem 1. Herzog von Monmouth, benannt. Kapitän Dampier blieb fast drei Monate und beanspruchte keine der Inseln für die englische Krone.
1783 beanspruchten dafür die Spanier die Provinz als Teil der Philippinen unter der Schirmherrschaft des Generalgouverneurs Jose Basco y Vargas. Die Ivatans blieben jedoch in ihren Idjangs. 1790 befahl Gouverneur Guerrero, dass die Invatans im Tiefland zu leben hätten, wodurch die ersten zwei Städte Basco und Ivana entstanden. Die Spanier bauten in jener Zeit auch Brücken aus Kalkstein, von denen manche noch stehen. 1890 wurde man auf die Ivantan aufmerksam, da sie als Heimat des revolutionären Gedankens der Katipunan galten, einem philippinischen Geheimbund. Die Ivatan dieses Geheimbundes, welche mit der spanischen Herrschaft nicht zufrieden waren, töteten den herrschenden General Fortea und erklärten die spanische Herrschaft für beendet.
Während der Kolonisierung Amerikas entstanden viele öffentliche Schulen. 1920 wurde der erste drahtlose Telegraph montiert und 1930 wurde ein kleinerer Flugplatz erbaut. Weiter wurden Straßen gebaut und die Batanes High School gegründet.
Im Zweiten Weltkrieg wurden viele Ivatan-Männer von Japanern hingerichtet. Die Japaner belästigten auch die Ivatan-Frauen sexuell und vergewaltigten sie. Als die USA das Land zurückgewann, wurde auch Batanes wieder zur Provinz.
Im Jahr 2004 wurde Vicente S. Gato zum Gouverneur von Batanes gewählt.